# Bói cá Mangareva
Bói cá Mangareva (Todiramphus gambieri) còn được gọi là Bói cá Tuamotu là một loài chim bói cá trong họ Alcedinidae. Nó là loài đặc hữu của đảo Niau, Polynésie thuộc Pháp, đang trong tình trạng bị đe dọa cực kỳ nguy cấp của IUCN.

## Mô tả
Chúng có đầu và cổ màu kem, cằm trắng và phần lông phủ tai màu xanh. Chỏm lông trên đỉnh đầu có nhiều màu xanh khác nhau. Chúng là loài chỉ xuất hiện ở đảo Niau thuộc Tuamotus. Môi trường sống mở, gồm các đồn điền dừa, rừng trên đá vôi và các khu vực canh tác nông nghiệp quanh các làng. Cũng có thể bắt gặp chúng tại các vùng ngập nước và ven biển.